# عبدالله بن علی بن عبدالله بن عباس
عبدالله بن علی بن عبدالله بن عباس (۷۶۴–۷۱۲ میلادی) یکی از اعضای خلافت عباسیان بود که نقش مهمی در ظهور قدرت عباسیان ایفا کرد. وی به عنوان فرماندار سوریه، کنترل عباسیان را بر این استان تثبیت کرد، بقایای سلسله امویان را برانداخت و شورش طرفدارانشان را سرکوب کرد. پس از مرگ برادرزاده و اولین خلیفهٔ عباسیان سفاح در ۷۵۴ میلادی، وی پیشنهاد برای رسیدن به خلافت علیه برادر سفاح یعنی منصور داد اما با شکست مواجه شد و زندانی گشت. سرانجام وی در سال ۷۶۴ میلادی کشته شد.